# Cionosicyos
Cionosicyos é um género botânico pertencente à família Cucurbitaceae.

## Espécies
- Cionosicyos excisus
- Cionosicyos macrantha
- Cionosicyos macranthus

1. ↑  «Cionosicyos — World Flora Online». www.worldfloraonline.org. Consultado em 19 de agosto de 2020